# Sophie Sorschag
Sophie Sorschag (Villaco, 14 novembre 1998) è una saltatrice con gli sci austriaca naturalizzata kosovara dal 2023.

## Biografia
Originaria di Reisach di Kirchbach e attiva in gare FIS dall'agosto del 2016, ha debuttato in Coppa del Mondo il 9 marzo 2020 a Lillehammer (23ª), ai Campionati mondiali a Oberstdorf 2021, dove ha vinto la medaglia d'oro nella gara a squadre, si è classificata 17ª nel trampolino lungo e non ha completato la prova nel trampolino normale, e ai Giochi olimpici invernali ai Pechino 2022, dove non ha compeltato la prova nel trampolino normale.

## Palmarès

### Mondiali
- 1 medaglia:
  - 1 oro (gara a squadre a Oberstdorf 2021)

### Coppa del Mondo
- Miglior piazzamento in classifica generale: 12ª nel 2021
- 1 podio (a squadre):
  - 1 vittoria

#### Coppa del Mondo - vittorie
| Data          | Località   | Nazione | Trampolino                                                          |
| ------------- | ---------- | ------- | ------------------------------------------------------------------- |
| 28 marzo 2021 | Čajkovskij | Russia  | Snežinka HS102 (con Daniela Iraschko, Chiara Hölzl e Marita Kramer) |